# 불기소 처분
불기소처분(不起訴處分)이란 공소를 제기하지 않는 검사의 처분을 말한다. 불기소처분엔 법률상 공소권 없음, 범죄불성립, 무혐의, 증거불충분 그리고 형사소송법의 기소편의주의에 의하여 검사의 판단으로 처벌을 하지 않는 각하 등의 경우가 있다. 기판력이 없다는 점에서 판결과 차이가 있다.

## 협의의 불기소처분(종국처분)

### 공소권 없음
소송조건을 구비하지 못한 경우, 필요적 형면제사유에 해당하는 경우 또는 관할권 및 재판권이 없는 경우에 내리는 불기소처분이다.

### 범죄불성립
위법성조각사유 또는 책임조각사유에 해당하는 경우나 ‘처벌하지 아니한다’고 규정한 경우(인적 처벌조각사유에 해당하는 경우)가 이에 해당한다.

##### 위법성조각사유에 해당하는 경우
- 정당행위
- 정당방위
- 긴급피난행위
- 자구행위

##### 책임조각사유에 해당하는 경우
- 형사미성년자의 행위; 범죄행위시 기준
- 심신상실자의 행위; 치료감호 해당여부 조사
- 강요된 행위
- 과잉방위행위, 과잉피난행위
- 법률의 착오

##### 처벌하지 않음을 규정한 경우
- 친족 등의 범인은닉, 증거인멸
- 명예훼손에 있어서의 위법성의 조각
- 폭.처.법상 정당방위, 과잉방위행위

### 혐의 없음
혐의없음의 불기소처분 후 새로운 증거를 발견하거나 기소유예처분 후 그 처분의 사유가 된 사정이 사실과 다름이 발견되어 그 처분이 적정하지 않다고 판단되는 경우에는 언제든지 재기하여 기소할 수 있다.

### 각하
기소를 위한 수사의 필요성이 없다고 명백히 인정되는 경우

##### 각하 사유
검찰사건사무규칙 제69조 제3항 제5호
- 무혐의, 범죄불성립, 공소권 없음이 명백한 경우
- 부적법하거나 고소권자가 아닌 자의 고소, 고발
- 동일사건에 관하여 검사의 불기소처분이 있는 경우 Cf 새로이 중요한 증거가 발견된 경우
- 고소, 고발인 진술청취 불능- 출석요구 불응, 소재불명
- 수사의 필요성이 인정되지 않는 경우

### 기소유예
공소제기가 가능함에도 소추의 필요성이 없다고 판단되는 경우

##### 기준
- 형법 제51조
- 예시조항

##### 형법 제51조
- 피의자에 관한 사항; 연령, 성행, 지능, 환경
- 범죄에 관한 사항; 범행의 동기, 범행의 수단과 결과
- 피해자와 관계에 관한 사항
- 범행 후의 정황에 관한 사항

## 중간처분

### 기소중지
피의자 소재불명 등으로 수사를 종결하기 어려운 경우에 해당하며 중간처분으로 재기수사 후 종국처분이 전제된다.

##### 사유
- 범인의 불명; 범인이 누구인지 불명인 경우
- 피의자의 소재불명; 범인이 특정은 되었으나 행방을 알 수 없는 경우
- 피의자의 해외여행, 심신상실, 질병

### 참고인중지
- 참고인(관련 피의자 포함), 고소인, 고발인의 소재불명일 때 내리는 처분이다.

## 예시
- 공소권 없음: 위키군이 저작권 침해 활동을 벌인 것은 2001년으로 공소시효가 만료되어 위 사건은 공소권 없음으로 불기소 처분을 받았다.

- 죄가 안 됨: 위키군이 펌질한 내용은 1700년 출판된 서적들로 저작권이 만료되어 죄가안됨으로 불기소처분을 받았다.

- 혐의 없음: 위키군의 사용한 아이디의 IP를 조사한 결과 남극에 위치한 서버로 판명이 되었는데 위키군은 북극에 살고 있어 혐의없음으로 불기소처분을 받았다.

- 기소유예: 위키군의 평소 관리자로 뷰로크랫으로 열성적인 활동을 감안하여 기소유예 처분을 내렸다.

- 각하: 위키국의 대통령 와일즈의 강력한 요청으로 위 사건을 각하하였다.

## 같이 보기
- 기소